# Алексеевский (Любинский район)
Алексе́евский — посёлок в Любинском районе Омской области России. Входит в состав Алексеевского сельского поселения.

## География
Населённый пункт находится на юго-западе центральной части Омской области, в лесостепной зоне, в пределах Ишимской равнины, на расстоянии примерно 46 км (по прямой) к северо-западу от посёлка городского типа Любинский, административного центра района. Абсолютная высота — 120 м над уровнем моря.
Часовой пояс
Посёлок Алексеевский, как и вся Омская область, находится в часовой зоне МСК+3. Смещение применяемого времени относительно UTC составляет +6:00.

## Население
| 2010 |
| ---- |
| 216  |

Гендерный состав
По данным Всероссийской переписи населения 2010 года, в гендерной структуре населения мужчины составляли 48,4 %, женщины — соответственно 51,6 %.
Национальный состав
Согласно результатам переписи 2002 года, в национальной структуре населения русские составляли 87 % из 251 чел.

## Улицы
Уличная сеть посёлка состоит из одной улицы (ул. Лесная).